# 黃鶚
黃鶚（1519年—？），字子薦，號竹岡，直隸揚州府泰州軍人，匠籍，明朝政治人物。

## 生平
嘉靖十六年丁酉科（1537年）應天府鄉試第一百三十二名舉人。嘉靖三十五年（1556年）中式丙辰科會試第一百三十三名，三甲第一百七十七名進士。工部观政，授江西分宜县知县，三十八年调河南项城县，三十九年升南京户部主事，四十一年升员外，致仕。

## 家族
曾祖黃連；祖父黃秀；父黃孝，母盧氏。兄鹃、弟鹍、鹏。